# Tiro ai Giochi della XXII Olimpiade
Le gare di tiro a segno e tiro a volo ai Giochi della XXII Olimpiade si svolsero dal 20 al 26 luglio 1980 presso il Dynamo Shooting Range di Mytišči.
Il programma prevedeva sette gare miste, accessibili sia a uomini sia a donne.

## Podi
| Evento                                     | Oro                  | Perform. | Argento             | Perform. | Bronzo            | Perform. |
| Pistola 25 metri (dettagli)                | Corneliu Ion         | 596      | Jurgen Wiefel       | 596      | Gerhard Petritsch | 596      |
| Pistola 50 metri (dettagli)                | Aleksandr Melentiev  | 581      | Harald Vollmar      | 568      | Lubtcho Diakov    | 565      |
| Bersaglio mobile 50 metri (dettagli)       | Igor' Sokolov        | 589      | Thomas Pfeffer      | 589      | Aleksandr Gazov   | 581      |
| Carabina 50 metri a terra (dettagli)       | Károly Varga         | 599      | Hellfried Heilfort  | 599      | Petar Zaprianov   | 596      |
| Carabina 50 metri tre posizioni (dettagli) | Viktor Vlasov        | 1173     | Bernd Hartstein     | 1166     | Sven Johansson    | 1165     |
| Fossa olimpica (dettagli)                  | Luciano Giovannetti  | 198      | Rustam Yambulatov   | 196      | Jorg Damme        | 196      |
| Skeet (dettagli)                           | Hans Kjeld Rasmussen | 196      | Lars-Goran Carlsson | 196      | Roberto Castrillo | 196      |

## Medagliere
| Posizione | Paese            |   |   |   | Totale |
| --------- | ---------------- | - | - | - | ------ |
| 1         | Unione Sovietica | 3 | 1 | 1 | 5      |
| 2         | Danimarca        | 1 | 0 | 0 | 1      |
| 2         | Italia           | 1 | 0 | 0 | 1      |
| 2         | Romania          | 1 | 0 | 0 | 1      |
| 2         | Ungheria         | 1 | 0 | 0 | 1      |
| 6         | Germania Est     | 0 | 5 | 1 | 6      |
| 7         | Svezia           | 0 | 1 | 1 | 2      |
| 8         | Bulgaria         | 0 | 0 | 2 | 2      |
| 9         | Austria          | 0 | 0 | 1 | 1      |
| 9         | Cuba             | 0 | 0 | 1 | 1      |
| Totale    | Totale           | 7 | 7 | 7 | 21     |